# C/2000 Y2 (Skiff)
C/2000 Y2 (Skiff) — одна з короткоперіодичних комет сім'ї Юпітера. Ця комета була відкрита 8 січня 2000 року; вона мала 17.2m на час відкриття.